# Månsarps församling
Månsarps församling är en församling inom Södra Vätterbygdens kontrakt i Växjö stift inom Svenska kyrkan och ligger i Jönköpings kommun. Församlingen utgör ett eget pastorat.
Församlingskyrka är Månsarps kyrka.

## Administrativ historik
Församlingen har medeltida ursprung. 
Församlingen var till 1962 annexförsamling (moderförsamling från 1943) i pastoratet Barnarp och Månsarp. Från 1962 utgör Månsarps församling ett eget pastorat.

## Areal
Månsarps församling omfattade den 1 november 1975 (enligt indelningen 1 januari 1976) en areal av 66,7 kvadratkilometer, varav 65,1 kvadratkilometer land.

## Series Pastorum
Lista över komministrar och kyrkoherdar i Månsarps församling.
| Ämbetstid | Namn                                 | Levnadstid |
| --------- | ------------------------------------ | ---------- |
| <1593>    | Nicolaus                             |            |
| 1619-1671 | Laurentius Haraldi Wising            | -1671      |
| 1671-1673 | Petrus Hemmingius                    |            |
| 1674-1676 | Benedictus (Johannis) Junell         |            |
| 1677-1683 | Bergerus Nicolai Klint               |            |
| 1683-1720 | Johannes Widenius                    | 1643-1723  |
| 1720-1744 | Magnus Nylander                      |            |
| 1744-1806 | Johan Lönblad                        | 1718-1806  |
| 1806-1826 | Pehr Svalander                       | 1766-1849  |
| 1827-1830 | Peter Gustaf Johnsson                |            |
| 1832-1855 | Johan Unnerus                        | 1792-1855  |
| 1855-1868 | Josef Bernhard Fridolf Fingal Bexell |            |
| 1869-1881 | Anders Peter Fägerström              |            |
| 1883-1920 | Karl Johan Palmberg                  | 1842-1920  |
| 1927-1929 | Erik Gabriel Jenvall                 | 1897-1982  |
| 1930-?    | Gunnar Sigurd Svenhagen              | 1905-1999  |

## Organister och klockare
| Verksam   | Namn              | Levnadstid | Övrigt   |
| --------- | ----------------- | ---------- | -------- |
| 1790      | C. G. Lönnblad    | 1761-      | Klockare |
| 1815-1831 | Sven Söderström   | 1778-      | Klockare |
| 1837-1857 | Israel Gustafsson | 1808-      | Klockare |
|           | Axel Alfred Berg  | 1838-      | Organist |